# Índice de pobreza humana para países de la OCDE seleccionados
El índice de pobreza humana para países de la OCDE seleccionados (IPH-2) es un indicador social de desarrollo humano elaborado por el Programa de las Naciones Unidas para el Desarrollo (PNUD) para ciertos países de la Organización para la Cooperación y el Desarrollo Económico (OCDE). Es un indicador que intenta medir las privaciones humanas en esos países y, si bien tiene casi los mismos indicadores que el IPH-1, evalúa además la exclusión social.
El IPH-2 está formado por los siguientes componentes e indicadores:
- Vida larga y saludable (medido por la probabilidad al nacer de no vivir hasta los 60 años)
- Educación (medido por la tasa de adultos que carecen de aptitudes de alfabetización funcional)
- Nivel de vida digno (medido por porcentaje de personas que viven por debajo del umbral de la pobreza y tasa de desempleo a largo plazo)

## Índice de pobreza multidimensional
Desde 2010, el nuevo Índice de pobreza multidimensional (IPM) o Multidimensional Poverty Index (MPI) suplanta a los índices de pobreza humana (IPH e IPH-1/IPH-2):
- IPH - índice de pobreza o indicador de pobreza
  - IPH 1 - índice de pobreza humana para países en desarrollo (IPH-1, elaborado a partir de 1998).
  - IPH 2 - índice de pobreza humana para países de la OCDE seleccionados (IPH-2, elaborado a partir de 1998).